# 1600
1600 (MDC) fue un año bisiesto comenzado en sábado según el calendario gregoriano, o un año bisiesto comenzado en martes según el calendario juliano.
Es el año 1600 de la era común y del anno Domini, el año 600 del segundo milenio, el centésimo y último año del siglo XVI y el primer año de la década de 1600.
Conforme a las reglas del calendario gregoriano, este es el último año secular que sería bisiesto hasta el año 2000. 

## Acontecimientos
- 1 de enero: el Reino de Escocia comienza a usar el Calendario gregoriano.
- 24 de enero: el marino neerlandés Sebald de Weert avista las islas Malvinas.
- 17 de febrero: El astrónomo, filósofo y matemático Giordano Bruno fue quemado vivo por herejía en Roma, Estados Pontificios.
- 19 de febrero: en el Virreinato del Perú explota el volcán Huaynaputina (80 km al E-SE de Arequipa), eyectando unas 32 millones de toneladas de partículas a la atmósfera, lo que generó una nube ácida que tuvo repercusiones en todo el mundo. Solo en el Zarato ruso morirán de hambre 2 millones de personas (un tercio de los habitantes).
- 5 de abril: La ciudad chilena de La Imperial es abandonada y destruida después de un prolongado sitio como resultado de la Rebelión mapuche de 1598.
- 19 de abril ocurre el Combate de Castro donde las fuerzas españolas de Francisco del Campo vencen a las fuerzas mapuche-neerlandesas lideradas por Baltazar de Cordes, reconquistando el Archipiélago de Chiloé para España.
- 2 de julio: las Provincias Unidas de los Países Bajos derrotan a los tercios españoles en la batalla de Nieuwpoort durante la guerra de Flandes.
- 18 de julio: el Oidor Don Luis Henríquez funda en el Nuevo Reino de Granada la ciudad de Zipaquirá.
- En septiembre, frente a la costa atlántica de México un huracán deja más de 200.000 víctimas.
- 8 de octubre: en San Marino se redacta la constitución.
- 21 de octubre: en Japón se libra la Batalla de Sekigahara: Tokugawa Ieyasu derrota al Clan Toyotomi y sus aliados, comandados por Ishida Mitsunari, convirtiéndose en el gobernante de facto del país e instaurando el Shogunato Tokugawa, que regirá las islas durante los siguientes 250 años.
- 14 de diciembre: en la costa de Filipinas, el galeón español San Diego resulta hundido en un enfrentamiento contra la flota neerlandesa de Oliverio van Noort. En la boca de la bahía de Manila, tuvo lugar el encuentro entre dos buques españoles, un patache y una galizabra, con 11 cañones de pequeño calibre cada uno, con dos buques holandeses de superior fuerza que esperaban la recalada de la nave Acapulco para atacarla. Los holandeses fueron abatidos sufriendo grandes pérdidas.
- 17 de diciembre: boda de Enrique IV de Francia con María de Médicis.
- 31 de diciembre: la Compañía Británica de las Indias Orientales obtiene la carta real de manos de Isabel I de Inglaterra.
- Acaba el período de máxima llegada de metales preciosos de América a España. Había comenzado en 1591.
- En Irlanda se libra la batalla de Moyry Pass, en el marco de la guerra de los nueve años.
- Akbar el Grande autoriza a los jesuitas a predicar el evangelio en el Imperio mogol.
- Miguel el Valiente consigue la unión de Transilvania, Valaquia y Moldavia; la unión se rompería al año siguiente.
- Las tropas francesas atacan Niza, Ducado de Saboya.
- Primer pago del Real Situado.
- Pedro Enríquez de Acevedo es nombrado gobernador de Milán. Cristóbal de Moura, virrey de Portugal.
- Fundación de Funza, Nemocón, Soacha, Cáqueza y Zipaquirá, en el Nuevo Reino de Granada (Colombia) y San Pedro Pochutla, en México.
- Año de jubileo.
- La población en la España peninsular se cifra en unos 7 millones de habitantes.
- Guerra anglo-española (1585-1604)

## Arte y literatura
- William Shakespeare publica El mercader de Venecia y Enrique V.
- Jacopo Peri estrena Eurídice , ópera compuesta en Florencia (Italia), libreto de Ottavio Rinuccini.
- El coreógrafo italiano Fabritio Caroso publica Nobiltà di Dame.
- El compositor italiano Emilio de'Cavalieri estrena Rappresentazione di Anima e di Corpo.
- El Greco termina La expulsión de los mercaderes del templo y Retrato de cardenal.
- Caravaggio termina La vocación de San Mateo y La conversión de San Pablo.
- El escultor italiano Stefano Maderno termina El martirio de Santa Cecilia.
- Alonso de Ledesma comienza la publicación de sus Conceptos espirituales.
- Martín González de Cellorigo publica Memorial de la política necesaria y útil restauración de España y estados de ella, y desempeño universal de estos reinos.
- El inglés Thomas Nashe publica Última voluntad y testamento de Summers.
- Ben Jonson: Every man out of his humour.

## Ciencia y tecnología
- Invención del telescopio en Países Bajos.
- William Gilbert, descubridor del magnetismo terrestre, publica Sobre el imán y los cuerpos magnéticos y sobre el gran imán la Tierra.
- François Viète, Apollonius Gallus.
- Ulisse Aldrovandi, Ornithologiae tomus alter.
- El francés Olivier de Serres publica Théâtre d’agriculture et ménage des champs.

## Jefes de Estado
- Austria: Rodolfo II
- Dinamarca: Cristián IV
- Escocia: Jacobo VI y Ana de Dinamarca
- España: Felipe III y Margarita de Austria-Estiria
- Estados Pontificios: Clemente VIII
- Francia: Enrique IV y María de Médici
- Hungría: Rodolfo II
- Inglaterra: Isabel I
- Irlanda: Isabel I
- Lituania: Segismundo Vasa
- Mantua: Vincenzo I Gonzaga
- Milán: parte del Imperio español
- Nápoles: parte del Imperio español
- Noruega:Cristián IV
- Nueva España: Virrey Gaspar de Zúñiga Acevedo y Velasco
- Países Bajos españoles: parte del Imperio español
- Provincias Unidas de los Países Bajos: Mauricio de Nassau (estatúder) y Johan van Oldenbarnevelt (jefe de Gobierno)
- Sacro Imperio Romano Germánico: Rodolfo II
- Parma: Ranuccio I Farnesio
- Polonia: Segismundo Vasa
- Portugal: en unión personal con España.
- Rusia: Borís Godunov
- Saboya: Carlos Manuel I de Saboya
- Sicilia: parte del Imperio español
- Suecia: Carlos IX de Suecia
- Transilvania: Miguel el Valiente
- Toscana: Fernando I de Médici
- Valaquia: Miguel el Valiente
- Venecia: Marino Grimani
- Imperio otomano: Mehmed III
- Imperio Safávida: Abás el Grande
- Marruecos: Ahmad al-Mansur

## Nacimientos
- 17 de enero: Pedro Calderón de la Barca, escritor español (f. 1681)
- 27 de enero: Clemente IX, papa de la Iglesia católica (f. 1669)
- 24 de junio: Juan de Palafox y Mendoza, obispo católico español (f. 1659)
- 19 de noviembre: Carlos I de Inglaterra, rey de Inglaterra (f. 1649)

Fecha desconocida
- Antonio Enríquez Gómez, escritor español (f. 1663)
- Francesc de Tamarit, político español participante en la sublevación de Cataluña (1640) (f. 1653)
- Juan Ricci, monje benedictino, pintor y arquitecto español (f. 1681)
- Jusepe Martínez, pintor aragonés (f. 1682)
- Jerónimo Jacinto Espinosa, pintor barroco español (f. 1667)
- Claudio de Lorena, pintor francés afincado en Italia (f. 1682)
- Hans Gillisz. Bollongier y Herman van Swanevelt pintores neerlandeses.
- Francesco Furini y Angelo Michele Colonna, pintores italianos.
- Gioachino Greco, ajedrecista.
- Marcin Mielczewski compositor polaco.
- Maria Celeste, hija de Galileo Galilei.
- Gabriel Naudé, bibliotecario francés.
- Lorenzo Ruiz, mártir filipino.
- Ramiro Núñez de Guzmán, noble y político español.
- Rodrigo de Silva Mendoza y Sarmiento, aristócrata y político español.
- Jusepe Ximénez, compositor español.

## Fallecimientos
- 25 de febrero: Sebastián de Aparicio (98), misionero español en México (n. 1502).
- Giordano Bruno, filósofo, matemático y astrónomo napolitano, ejecutado por la Santa Inquisición.
- Luis de Molina, jesuita y teólogo español.
- Ginés Pérez de la Parra, compositor y músico oriolano.
- José de Acosta, jesuita y naturalista de origen español.
- Diego Gracián de Alderete, humanista español.
- Dlamini II de Suazilandia, rey de Suazilandia.
- Esteban de Garibay, historiador español.
- Jean Nicot, diplomático francés.
- Juan Ribero de Rada, arquitecto español.
- Joris Hoefnagel, pintor flamenco.
- Matsudaira Ietada, Abe Masakatsu, Torii Mototada e Ishida Mitsunari, samuráis japoneses.
- Manuel Manrique de Lara, duque de Nájera.
- Antonio de Lofraso, poeta español.
- Thomas Lucy, magistrado inglés.
- Bartolomé de la Plaza, Pedro Portocarrero y Rodrigo de Castro Osorio, clérigos españoles.
- Francisco Sánchez de las Brozas, escritor extremeño.
- Juan Grande, santo.
- Jerónimo Sánchez de Carranza, militar español y maestro de esgrima.
- Innico d'Avalos d'Aragona, cardenal italiano.
- Diego Polo, el viejo, pintor español.
- Giovanni Paolo Lomazzo, pintor italiano.
- Agostino Ramelli, ingeniero militar italiano.
- Taddeus Hajeck, médico del emperador Rodolfo II.
- Familia Pappenheimer, ejecutados por brujería en Baviera (Alemania).
- Filipa de Sousa, ejecutada por la Inquisición en Brasil, acusada de sodomía.
- John Rigby, mártir católico inglés.